# Linum hypericifolium
Linum hypericifolium är en linväxtart som beskrevs av Richard Anthony Salisbury. Linum hypericifolium ingår i släktet linsläktet, och familjen linväxter. Inga underarter finns listade i Catalogue of Life.

## Bildgalleri